# Montenils

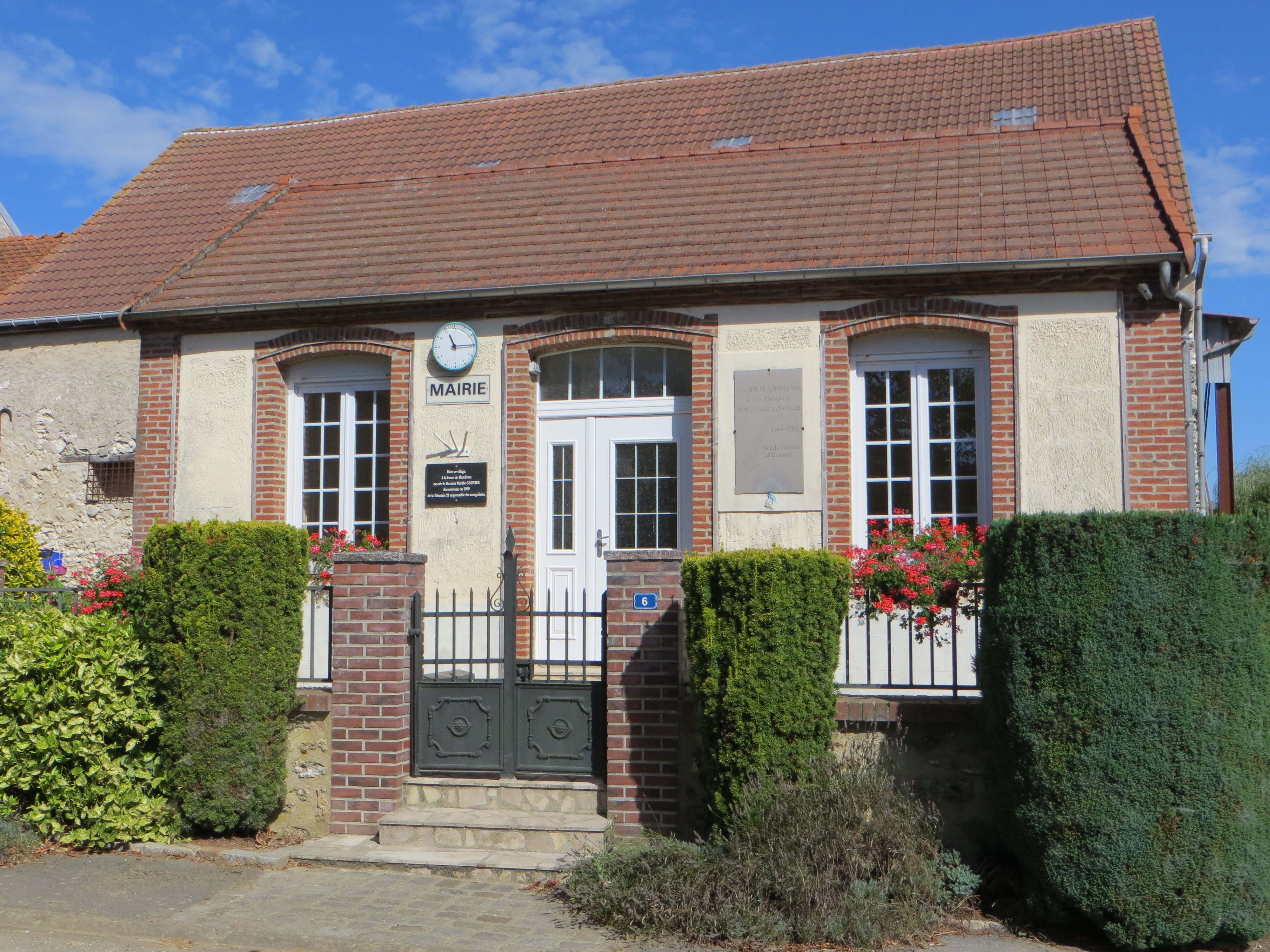
Casa típica da região francesa Montenils. Ajuda

Montenils é uma comuna francesa localizada na região administrativa da Île-de-France, no departamento Sena e Marne. A comuna possui 36 habitantes segundo o censo de 1990.